# Pipit correndera
Anthus correndera
Espèce
Répartition géographique
Statut de conservation UICN

LC : Préoccupation mineure
Le Pipit correndera (Anthus correndera)  est une espèce de passereaux de la famille des Motacillidae.

## Répartition
Cet oiseau est présent dans le sud de l'Amérique du Sud.
Ce taxon se rencontre en Argentine, en Bolivie, au Brésil, au Chili, sur les Malouines, au Paraguay, au Pérou et en Uruguay.

## Liste des sous-espèces
Selon GBIF (8 juin 2023) :
- Anthus correndera calcaratus Taczanowski, 1875
- Anthus correndera catamarcae Hellmayr, 1921
- Anthus correndera chilensis (Lesson, 1839)
- Anthus correndera correndera Vieillot, 1818
- Anthus correndera grayi Bonaparte, 1850

## Systématique
Le nom valide complet (avec auteur) de ce taxon est Anthus correndera Vieillot, 1818.
Ce taxon porte en français le nom vernaculaire ou normalisé suivant : Pipit correndera.